# Holenuil
De holenuil of konijnuil (Athene cunicularia, in de vorige eeuw ook wel Speotyto cunicularia) is een lid van de familie van de uilen.

## Kenmerken
Het is een kleine uilensoort van 18–25 cm lang en de holenuil valt verder op door de lange, schaars bevederde poten.

## Leefwijze
Vaak is de holenuil overdag actief, hij gaat dan op jacht naar kevers, knaagdieren en kleine vogels. Een hol in de grond, vaak uitgegraven en later verlaten door een klein zoogdier, dient als nestruimte. In zanderige gebieden maakt de holenuil soms ook zelf een nest met behulp van zijn snavel en lange poten. Vaak zit deze uil bij de ingang van zijn nesthol, of op een heuveltje of paaltje.

## Verspreiding en leefgebied
Deze soort komt voor van zuidwestelijk Canada, westelijke VS, Florida en Centraal-Amerika tot zuidelijk Zuid-Amerika. Op het eiland Aruba is de ondersoort shoco (Athene cunicularia arubensis) de nationale vogel. Het is oorspronkelijk een bewoner van de savannes van het Amerikaanse continent. Tegenwoordig is deze vogel te vinden in agrarisch land met enige vegetatie en zelfs op golfterreinen en vliegvelden.
De soort telt achttien ondersoorten, waarvan twee zijn uitgestorven:
- A. c. hypugaea: van zuidwestelijk Canada tot westelijk Mexico.
- A. c. rostrata: Clarión (nabij westelijk Mexico).
- A. c. floridana: centraal en zuidelijk Florida en de Bahama's.
- † A. c. amaura: Antigua en Nevis (Kleine Antillen) (uitgestorven).
- † A. c. guadeloupensis: Guadeloupe (Kleine Antillen) (uitgestorven).
- A. c. guantanamensis: Cuba.
- A. c. troglodytes: Hispaniola, Île de la Gonâve en Beata-eiland.
- A. c. brachyptera: Venezuela, Isla Margarita en Aruba (zie Shoco).
- A. c. minor: zuidelijk Guyana en noordelijk Brazilië.
- A. c. carrikeri: oostelijk Colombia.
- A. c. tolimae: westelijk Colombia.
- A. c. pichinchae: westelijk Ecuador.
- A. c. nanodes: van zuidwestelijk Ecuador tot zuidwestelijk Peru en noordleijk Chili.
- A. c. juninensis: van het zuidelijke deel van Centraal-Peru tot westelijk Bolivia en noordwestelijk Argentinië.
- A. c. boliviana: Bolivia.
- A. c. grallaria: oostelijk en centraal Brazilië.
- A. c. cunicularia: van zuidelijk Bolivia, Paraguay en zuidelijk Brazilië tot Tierra del Fuego.
- A. c. partridgei: Corrientes in noordelijk Argentinië.

## Afbeeldingen

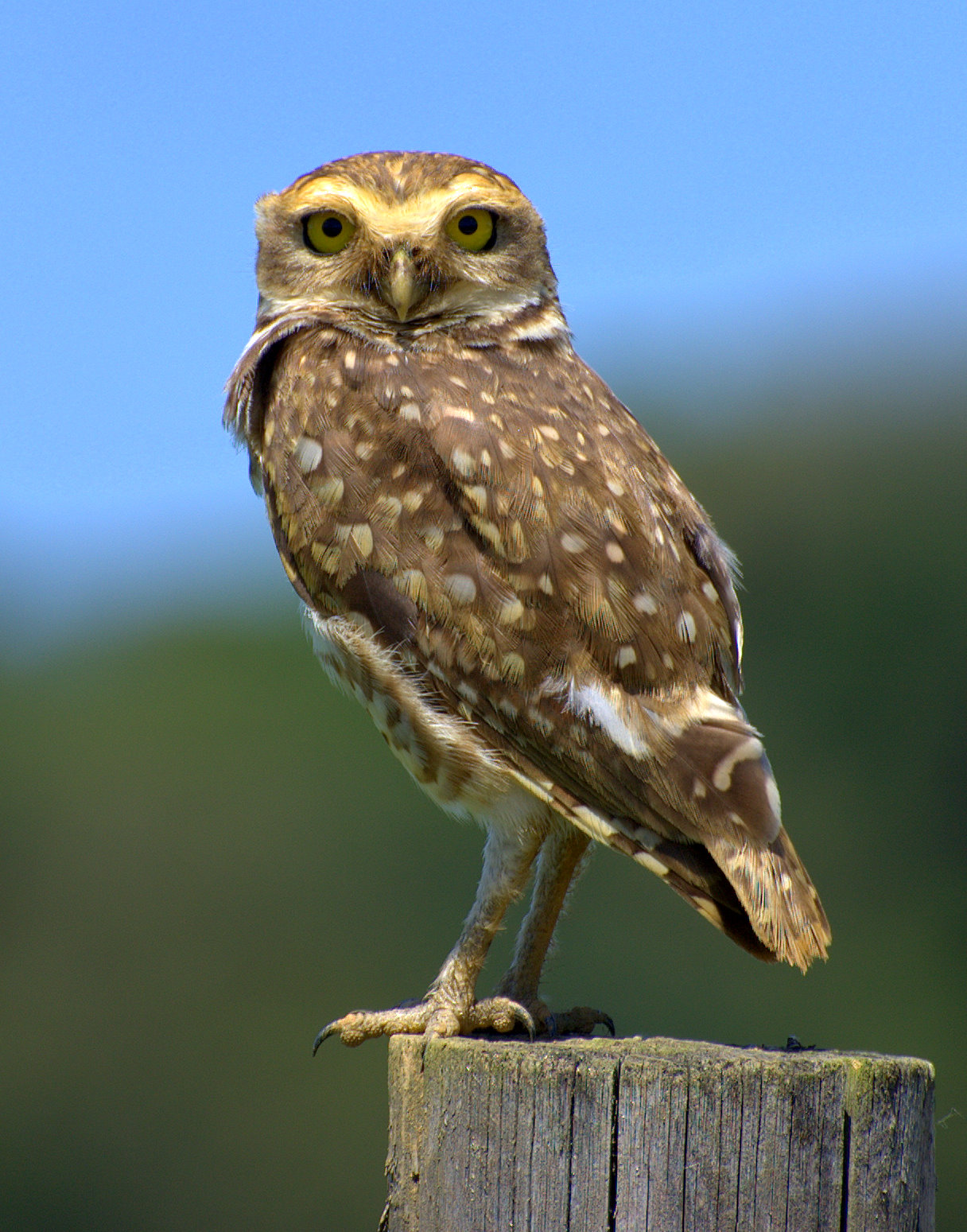
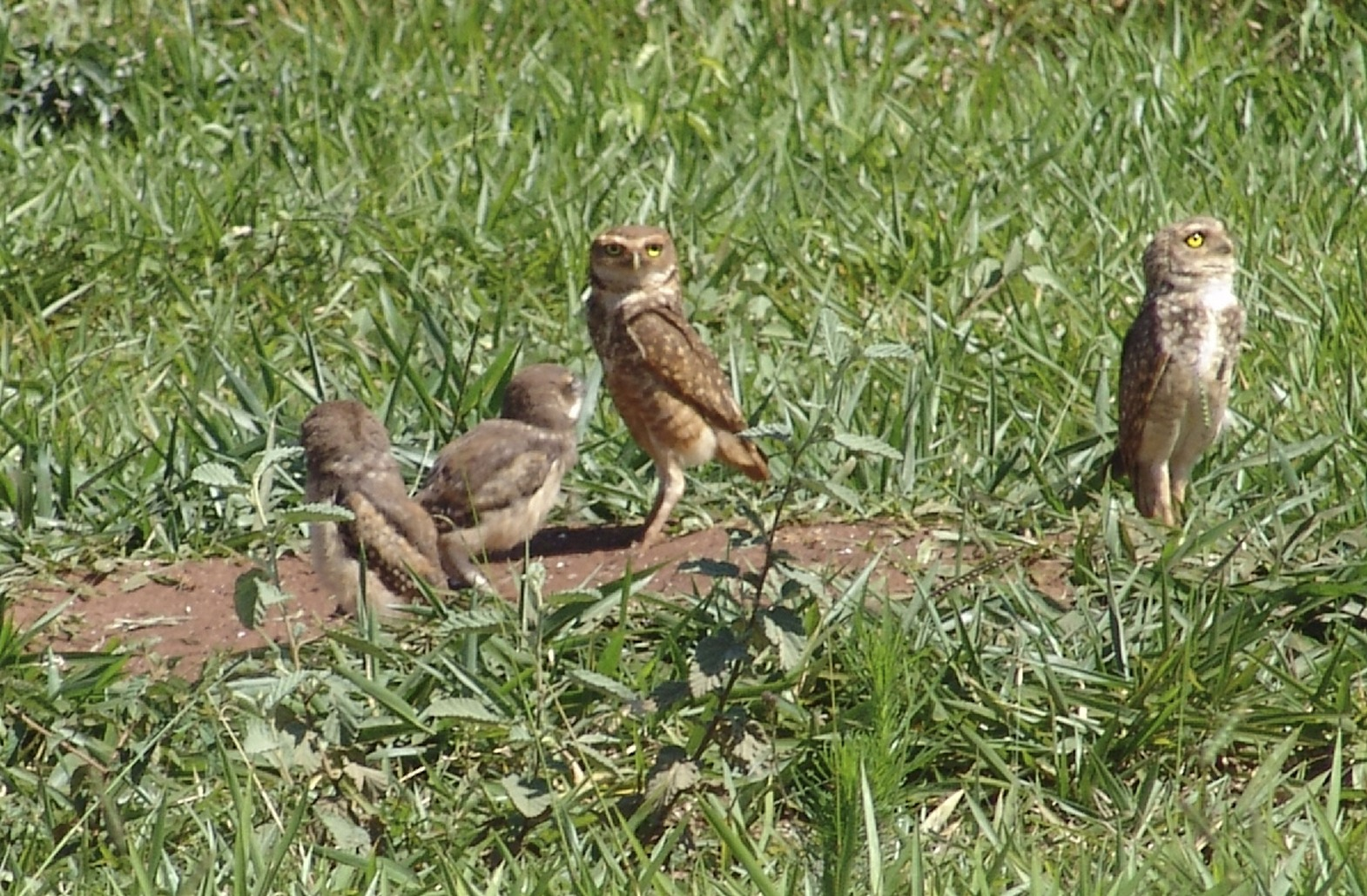
Een koppel met kuikens
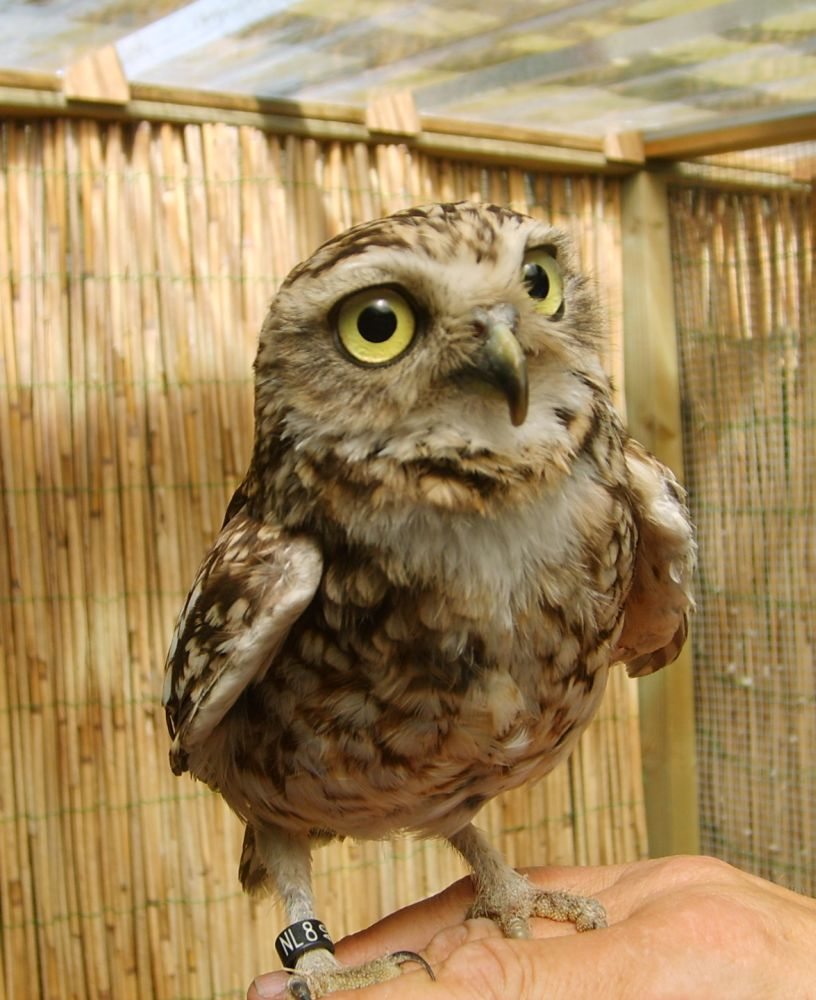
Holenuil in gevangenschap
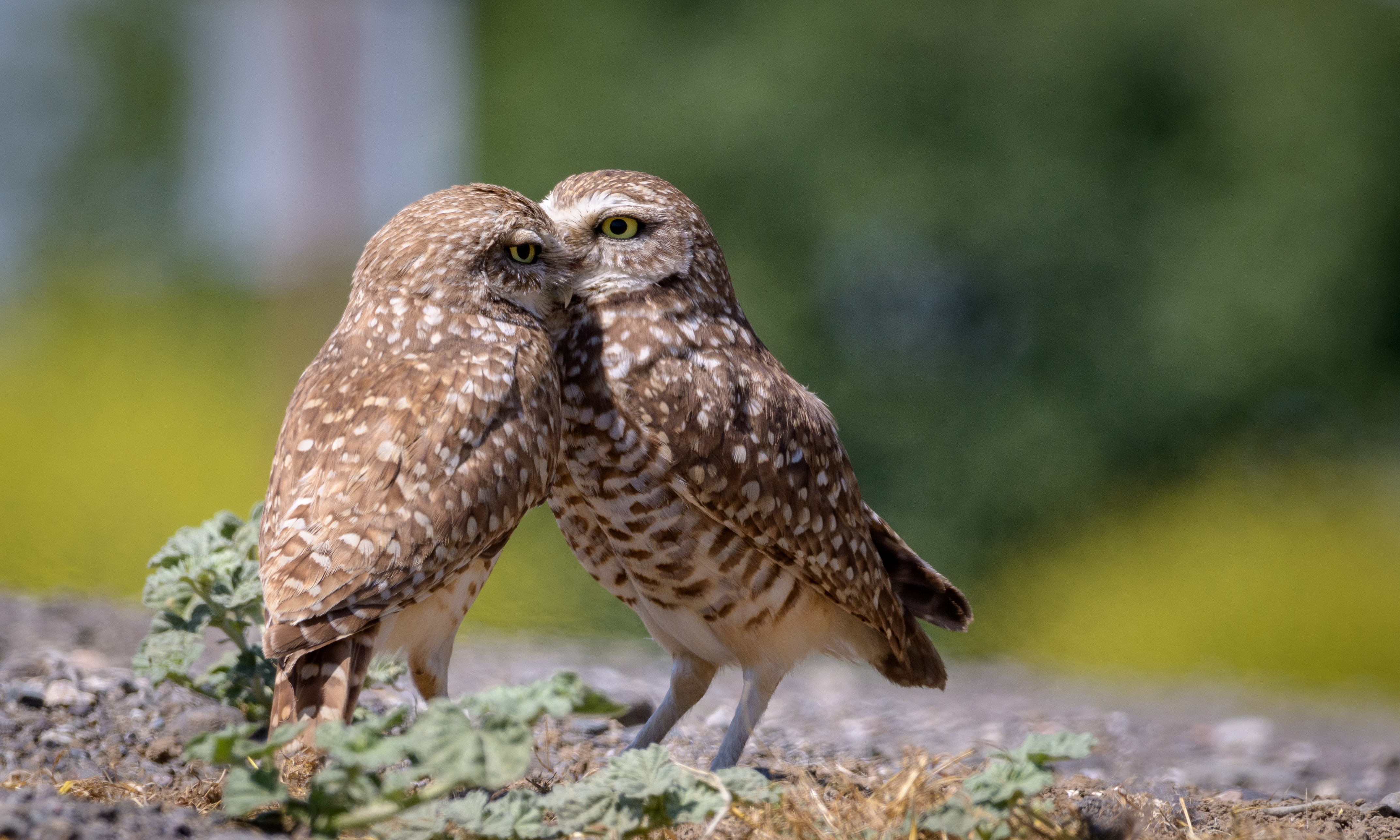